# Kleine zandbij
De kleine zandbij (Andrena fulvata) is een vliesvleugelig insect uit de familie Andrenidae. De wetenschappelijke naam van de soort is voor het eerst geldig gepubliceerd in 1930 door Stoeckhert.